# Center for Fiction

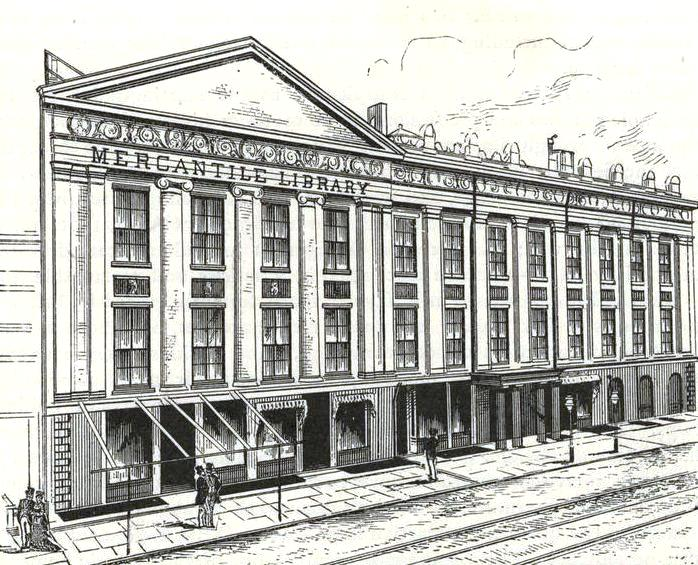
The Mercantile Library w budynku Astor Opera Housebuilding, 1886

The Center for Fiction – pierwotnie nazywane New York Mercantile Library, jest organizacją non-profit w Nowym Jorku, z biurami zlokalizowanymi obecnie przy 80 5th Avenue, Suite 1201 na Manhattanie. The Center for Fiction zostanie przeniesione na 15 Lafayette Avenue w Downtown Brooklyn na jesień 2018. Centrum działa na rzecz promowania literatury pięknej i wspierania pisarzy. Powstało w 1820 roku jako New Yor Mercantile Library, a w 2005 zmieniło nazwę na Mercantile Library Center for Fiction, chociaż przedstawiane jest jako Center for Fiction.
Centrum posiada siedemnaście bibliotek na terenie Stanów Zjednoczonych, z czego trzy ulokowane są w Nowym Jorku. Posiadają duże zbiory literatury z XX i XXI wieku, a także wiele tomów XIX-wiecznej beletrystyki. Biblioteki posiadają także liczne tytuły non-fiction związane z literaturą. Centrum prowadzi także czytelnie i księgarnie. Wynajmuje także przestrzenie dla pisarzy. Co roku przyznaje także nagrodę Center for Fiction First Novel Prize.